# Le Barbare
Pour les articles homonymes, voir Barbare (homonymie).
Le Barbare est le vingt-septième tome de la série de bande dessinée Thorgal, dont le scénario a été écrit par Jean Van Hamme et les dessins réalisés par Grzegorz Rosiński.

## Synopsis
Vendus comme esclaves à un seigneur local, Thorgal, sa famille et leurs amis réussissent à prouver leur valeur. Mais le seigneur en question demande à Thorgal de participer à un tournoi, en équipe avec le cruel et fourbe prince. Sous menace, il est contraint d'accepter. Mais l'orgueil du jeune partenaire va être la cause de bien des tragédies.

## Publication
- Le Lombard, novembre 2002  (ISBN 2-8036-1775-7)
- Le Lombard, octobre 2016  (ISBN 978-2-8036-1775-3)